# فرودگاه صحرایی فول ساتن
فرودگاه صحرایی فول ساتن (به انگلیسی: Full Sutton Airfield) یک فرودگاه همگانی است که یک باند فرود چمن دارد و طول باند آن ۷۷۲ متر است. این فرودگاه در شهر یورک کشور انگلستان قرار دارد و در ارتفاع ۲۶ متری از سطح دریا واقع شده‌است.